# ピアノ協奏曲 (グリーグ)
ピアノ協奏曲イ短調 作品16は、エドヴァルド・グリーグが完成させた唯一の協奏曲。1868年、作曲者が25歳のときにデンマークのセレレズに訪問している間に作曲された、グリーグの初期の傑作である。
グリーグはその後出版社からの依頼を受け、1883年ごろに2番目のピアノ協奏曲を書こうとしたが書き上げられず（スケッチが残されている）、代わりにこの曲に何度も改訂を行っている。現在演奏されるのはグリーグの最晩年である1906年から1907年頃改訂され、1917年に出版されたもの。初期版と曲想の大きな違いはないが、楽器編成が異なり、独奏と管弦楽譜で400か所以上の変更点が見られる。
数あるピアノ協奏曲の中でも、非常に人気の高い曲であり、またグリーグの代表的な曲である。

## 曲の構成

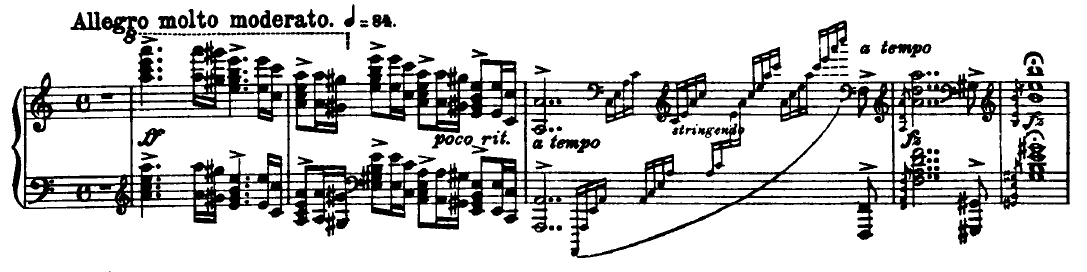
第1楽章の冒頭部分

第1楽章の第1主題

- 第1楽章　Allegro molto moderato イ短調 4/4拍子 ソナタ形式

印象的なティンパニのクレッシェンドに導かれて登場する冒頭のピアノの流れ落ちるようなフレーズは、フィヨルドの注ぐ滝の流れを表現したものともいわれる。第1主題は、木管楽器群によって素朴な形で現れる。第2主題はいかにもグリーグらしい「静かに歌うような」旋律が弦楽器で奏され、独奏ピアノで繰り返される。ごく短い展開部は第1主題が扱われ、半音ずつ上昇させる形。管楽器が主題を演奏する後ろでピアノは分散和音で彩る。型どおりの再現部の後に、非常に長いカデンツァとなる。カデンツァの後に第1主題の一部を弦楽器が仄暗く奏で、Piu allegroのコーダに入る。コーダの最後でピアノが冒頭のフレーズを再現して終わる。
- 第2楽章　Adagio 変ニ長調 3/8拍子 複合三部形式

弱音器をつけた弦楽器が、柔らかい充実した和音の旋律を奏でる。第2部でようやく現れるピアノのパートは、この旋律を受け継ぎながら発展されるパッセージであり、印象的である。第3部は、管弦楽に支えられたピアノが主題を強奏し、なごりを惜しむかのように、次第に静かに消えていく。

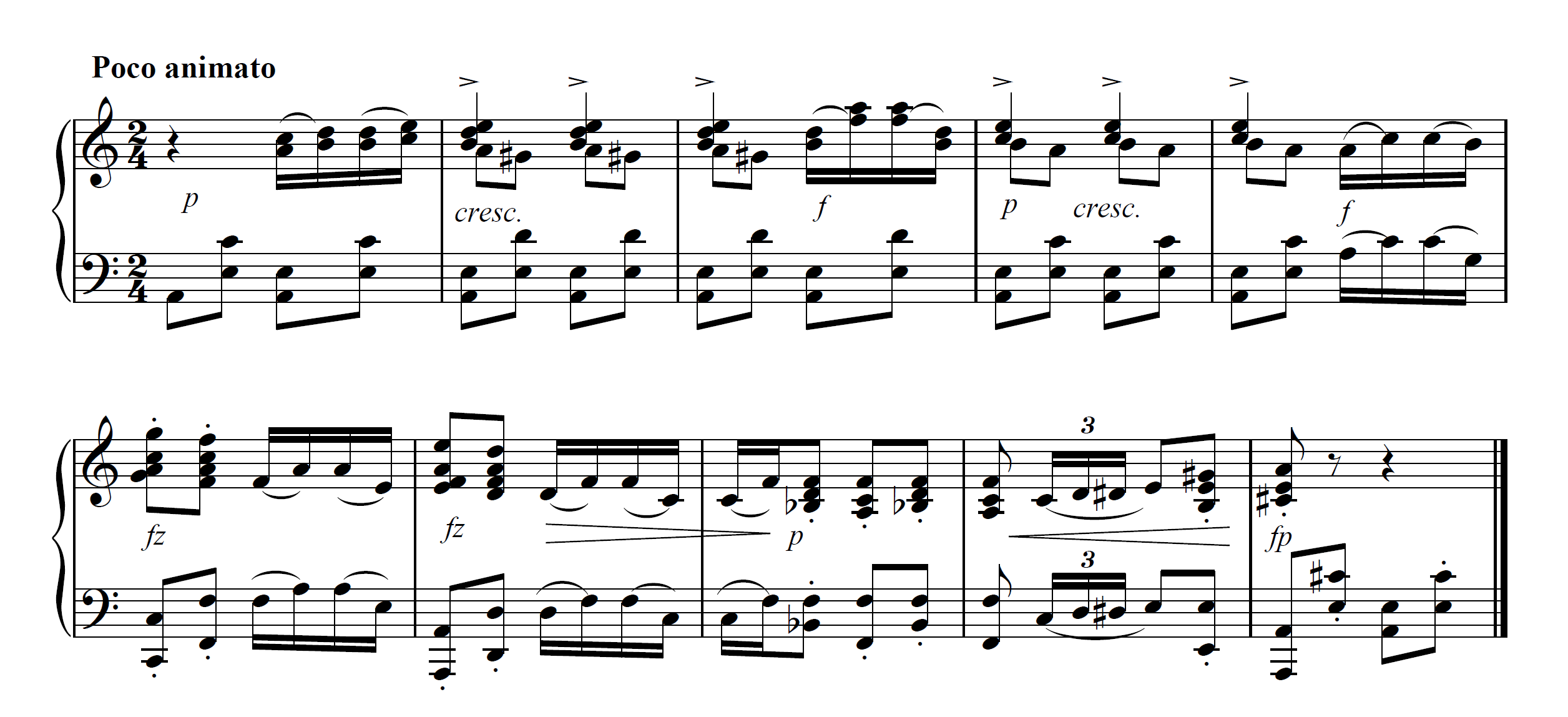
第3楽章の主題部分

- 第3楽章　Allegro moderato molto e marcato イ短調〜イ長調 2/4拍子 ロンドソナタ形式

第2楽章からはアタッカによって繋がっている。前楽章とうってかわって、軽快だがやや大規模な楽章である。中間部では独奏フルートが3連符を含む叙情的な第2主題を歌い上げる。イ長調に転じた終結部は、この第2主題を管弦楽とピアノで合奏し壮大な効果を上げる。

## 編成
ピアノ（ソロ）、フルート 2、オーボエ 2、クラリネット 2、ファゴット 2、ホルン 4、トランペット 2、トロンボーン 3、ティンパニ（一対）、弦五部。

## 演奏時間
約32分。

## 備考
グリーグのピアノ協奏曲は、よくロベルト・シューマンのピアノ協奏曲と比較される（LPレコード時代からCD時代まで、同じ盤に収められることがよくある）。これは、両者とも同じイ短調で書かれ、始まりの部分や作風がよく似ていることなどによるが、実際にグリーグはシューマンのピアノ協奏曲をライプツィヒ音楽院に留学していた1858年にクララ・シューマンの演奏で聴いていて、それに大きく影響を受けている。
1870年にグリーグと会見したリストが、彼の持ってきた手稿譜を初見で弾いて、第3楽章のある部分について「これが本当の北欧だ!」と絶賛したというエピソードがある。
「グリーグの主題が、シューマンの主題と音程関係が反行形になっている」ということを、作曲家の中澤久長は自作「降り注ぐ粒子 第一番」内で再解釈している。